# Phelister finitimus
Phelister finitimus är en skalbaggsart som beskrevs av Heinrich Bickhardt 1918. Phelister finitimus ingår i släktet Phelister och familjen stumpbaggar. Inga underarter finns listade i Catalogue of Life.